# Chrysler New Yorker
La Chrysler New Yorker est un véhicule automobile du constructeur américain Chrysler qui fut produit de 1939 à 1996.
La New Yorker était le modèle emblématique de Chrysler durant plusieurs décennies. Chrysler se positionnait comme une marque haut-de-gamme par rapport aux marques plus communes comme Ford, Chevrolet, Pontiac ou Dodge et Plymouth. Néanmoins, la marque se situait en deçà de marques de luxe comme Cadillac, Lincoln ou Packard. La New Yorker rentrait alors directement en compétition avec les modèles équivalents de Buick ou Oldsmobile
À l'origine, la New Yorker Special fut une sous-série de la Chrysler Imperial de 1938. La popularité du modèle amena Chrysler à faire de la New Yorker un modèle à part-entière, tout en gardant la base partagée avec la Chrysler Imperial et la Chrysler Saratoga. En 1938, le modèle ne fut disponible qu'en berline, avant l'apparition de nouvelles versions coupé en 1939 puis du cabriolet avec le nouveau design de 1940.
Les New Yorker de seconde génération furent notamment dessinées par Virgil Exner, reconnaissables à leur forward look, à la fin des années 1950.
À son abandon en 1996, New Yorker fut le nom le plus longuement utilisée pour une automobile américaine.

## 1940-1942
Le modèle New York Special a été initialement présenté en tant que finition distincte de la Chrysler Imperial de 1938. Elle était disponible en 1938 en tant que berline quatre portes avec un moteur huit cylindres en ligne 4 895 cm3 et une quantité généreuse de confort et d'espace pour les passagers (série C19). Pour 1939, elle a été élargie avec deux autres versions, un coupé et une berline deux portes avec un moteur plus gros et plus puissant. Maintenant appelée série C23, elle a pris le nom "New Yorker", laissant tomber le nom "Special".
Les premiers cabriolets ont été introduits avec le tout nouveau design de carrosserie des modèles de 1940. Ceci, la série C26, a été la première New Yorker à être considérée comme un modèle autonome plutôt que comme une finition de l'Imperial. Elle a également vu l'introduction du Fluid Drive, un couplage hydraulique entre le moteur et l'embrayage. La seule transmission disponible était la manuelle de base à trois vitesses. Il y avait aussi la "New Yorker Highlander", une version spéciale avec des sièges tartan et d'autres éléments intérieurs.

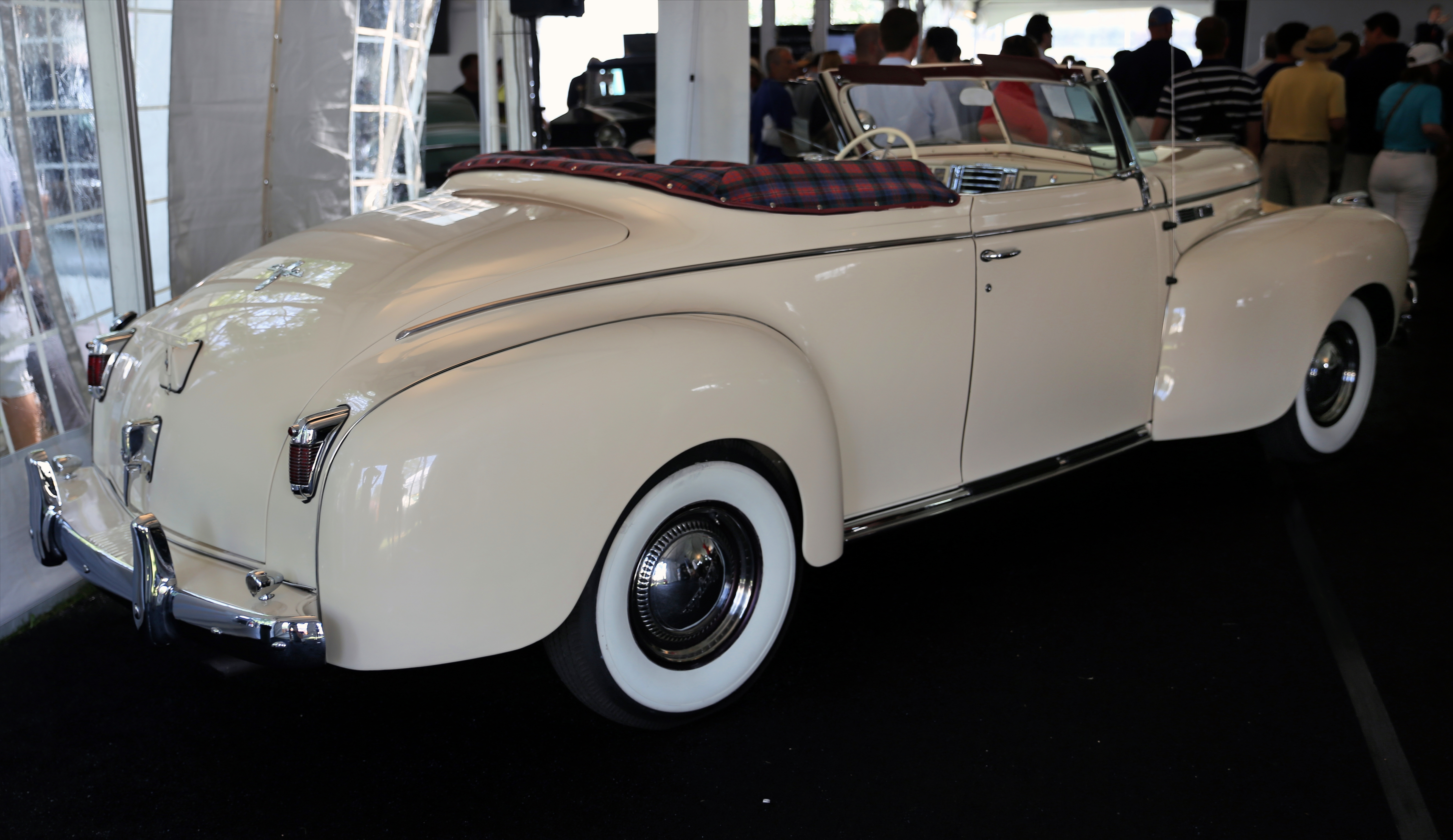
Décapotable Chrysler New Yorker de 1940

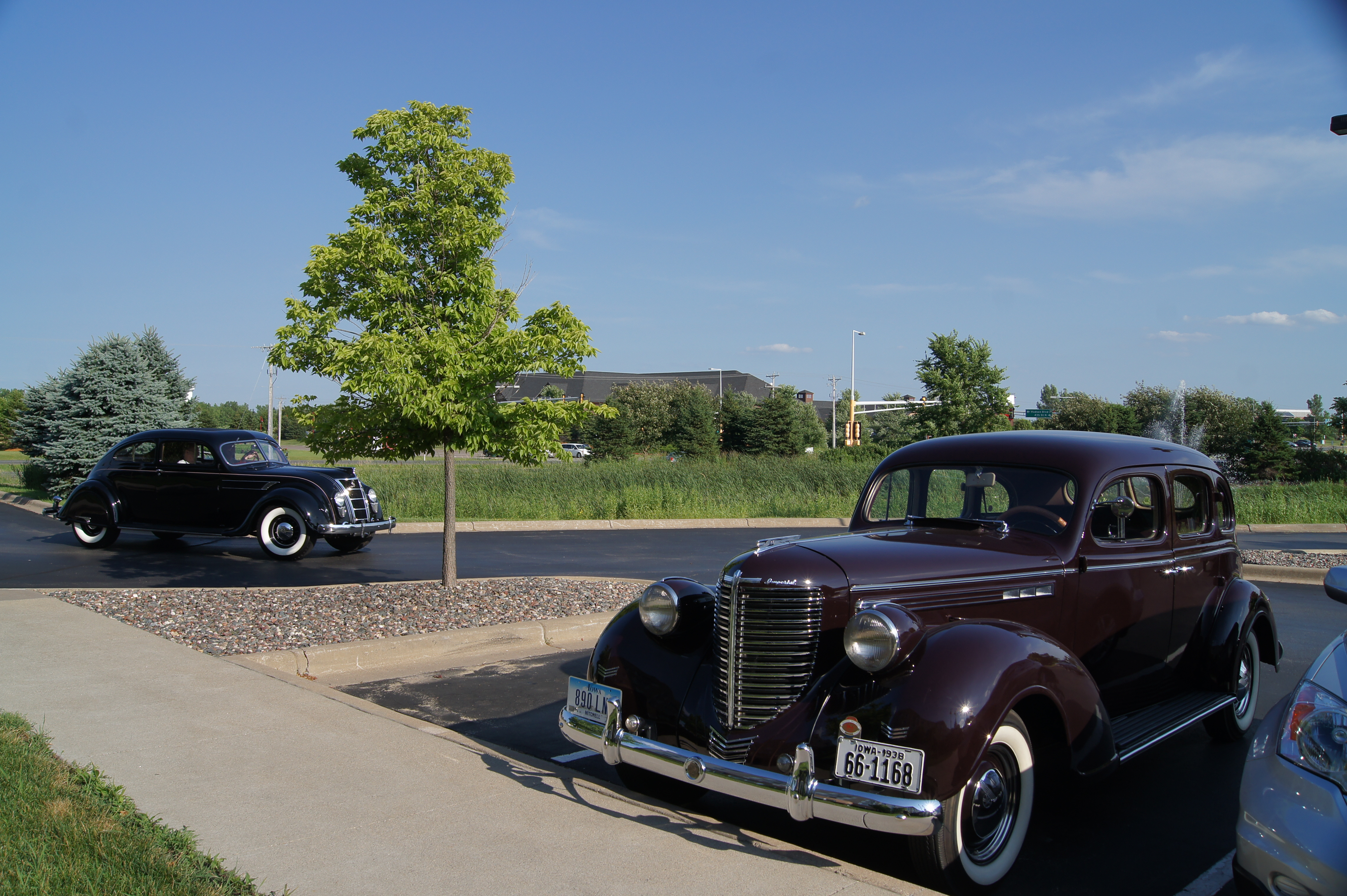
Chrysler New Yorker de 1938 à droite.

Des carrosseries légèrement redessinées ont été introduites pour 1941, le coupé d'affaires ayant maintenant un design à trois fenêtres. Les carrosseries étaient toutes légèrement plus larges et plus basses, avec une surface vitrée accrue. Un autre nouveau modèle était la Town Sedan avec des portes arrière ayant des charnières sur le bord avant des portes. Cette année, la transmission Vacamatic a été rendu disponible, bien que contrairement à la version vendue sur les modèles à six cylindres, la version Saratoga/New Yorker était une transmission à trois vitesses avec surmultiplication.
Avec l'entrée de l'Amérique dans la Seconde Guerre mondiale le 7 décembre 1941, toute la production automobile a pris fin au début de février 1942. Ainsi, le modèle de l'année 1942 a duré à peu près la moitié de la durée normale. Les voitures construites après décembre 1941 avaient une garniture noire. Les modèles de 1942 étaient assez modernes, d'un design qui annonçait le style ponton d'après-guerre avec des ailes plus intégrées à la carrosserie. La calandre se composait de cinq barres chromées horizontales qui s'enroulaient autour de l'avant, atteignant tout le bord d'attaque des timoneries avant. Quelque 12 145 New-Yorker de la série C36 ont été construites cette année. Chrysler produisait et expérimentait des moteurs pour chars et avions pendant la Seconde Guerre mondiale. Une application d'après-guerre de ceci conduirait à la création de la première génération de moteur Hemi dans les années 1950.

### Après-guerre
Après la guerre, la New Yorker est devenue un modèle distinct. Contrairement à la plupart des constructeurs automobiles, Chrysler n'a pas apporté de changements majeurs à chaque modèle des années 1946 à 1948. Ainsi, les modèles Chrysler de 1946 à 1948 ont la même apparence de base, connue pour leur calandre "harmonica", basée sur la carrosserie introduite avec les modèles de 1941. Les modèles de 1947 ont vu une légère refonte des pneus, des garnitures et du tableau de bord, tandis que les premiers modèles de 1948 n'étaient que des modèles de 1947 sans changements visibles. Les Chrysler d'après-guerre ont continué d'offrir le Fluid Drive, la New Yorker offrant désormais la véritable transmission semi-automatique à quatre vitesses.

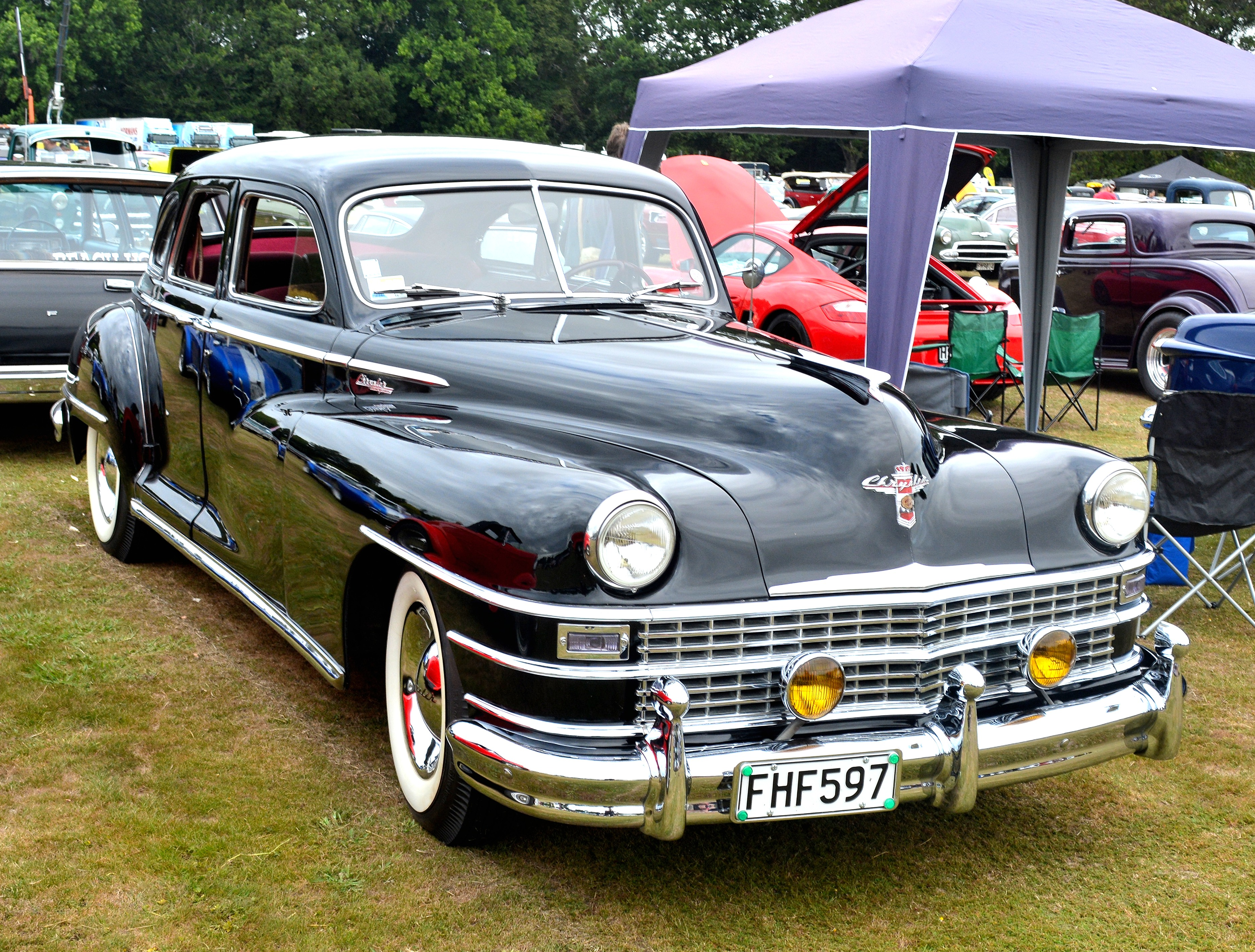
Chrysler New Yorker Berline

## 1949-1954
La New Yorker de 1949 utilisait la nouvelle carrosserie d'après-guerre de la Chrysler Corporation également partagée par Dodge et DeSoto avec un style ponton tricorps. Le moteur est resté le huit cylindres en ligne 5 301 cm3 couplé au Fluid Drive et la transmission semi-automatique à quatre vitesses Prestomatic. Les styles de carrosserie ont été réduits au coupé club, la berline quatre portes et au cabriolet. L'empattement de la New Yorker a été augmenté à 3 340 mm par rapport au cadre de 3 239 mm introduit en 1941. La conception précédente avait été reportée de début 1949, la nouvelle série (C46) ayant été retardée en raison d'une grève à la fin de 1948. Un tableau de bord rembourré était facultatif.
La New Yorker de 1950 était la plus luxueuse des Chrysler classiques à huit cylindres (la Saratoga étant un modèle huit cylindres avec des garnitures plus simples) avec un revêtement en tissu disponible en plusieurs couleurs (inhabituel pour 1950), un moteur huit cylindres en ligne Spitfire de 137 ch (101 kW) et un intérieur spacieux avec des sièges de style « chaise haute ». La transmission à entraînement fluide "Prestomatic" avait deux rapports avant, chacune avec deux vitesses. En conduite normale, le rapport haut était engagé à l'aide de l'embrayage. La voiture pouvait alors être conduite sans utiliser l'embrayage (sauf si la marche arrière ou le rapport bas était nécessaire); à toute vitesse supérieure à 21 km/h, le conducteur relâchait l'accélérateur et la transmission passait au rapport supérieur avec un léger «bruit sourd». Lorsque la voiture s'immobilisait, le rapport inférieur s'engageait de nouveau. La grande nouveauté pour 1950 était le modèle à toit rigide deux portes, ou coupé Special Club comme l'appelait Chrysler, dans la gamme New Yorker. Le modèle était appelé Newport dans la littérature commerciale. De plus, Chrysler a ajouté un rembourrage en caoutchouc mousse sur le tableau de bord pour plus de sécurité.

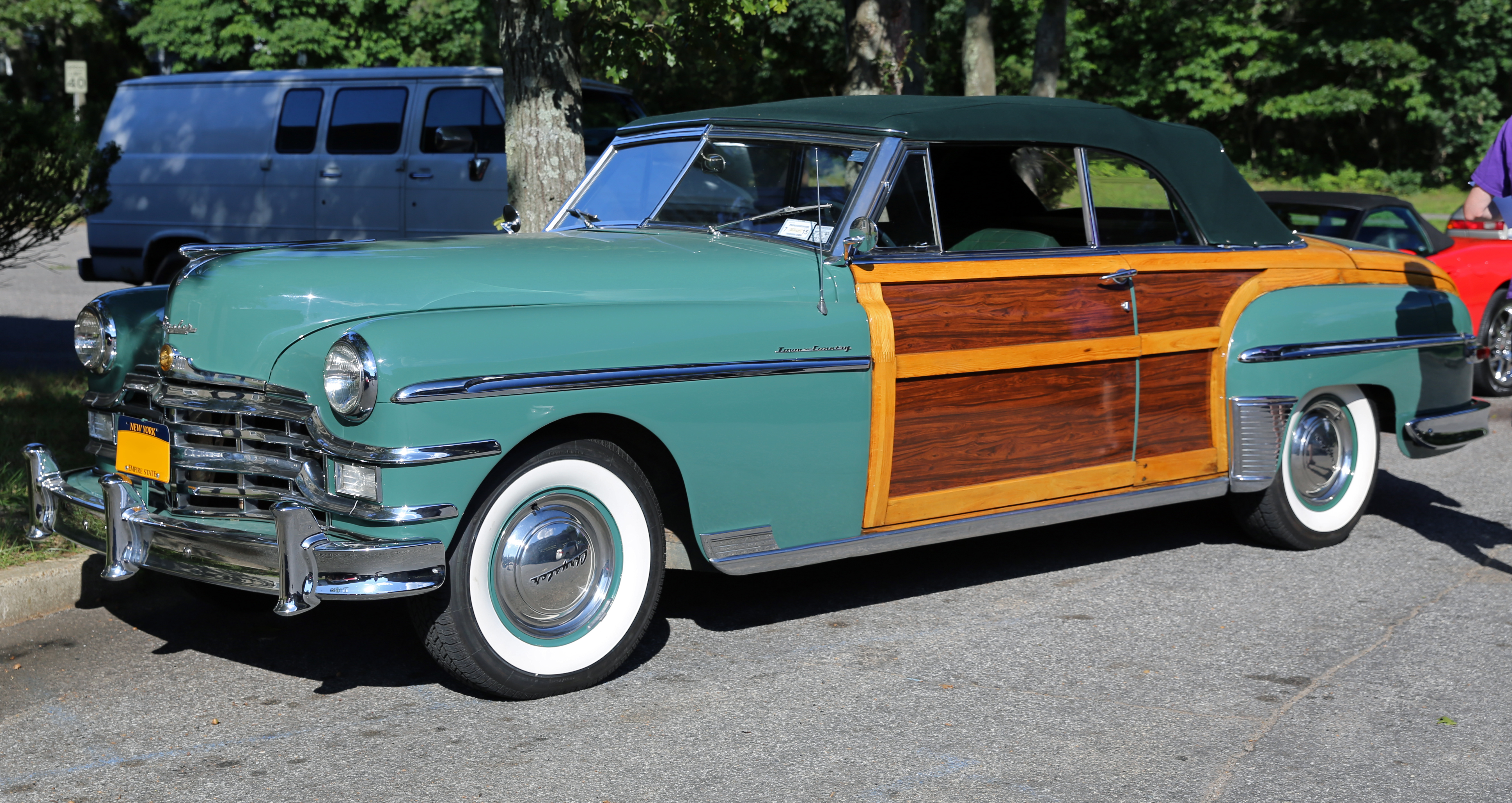
Chrysler New Yorker Town and Country décapotable.

Chrysler présente le moteur Hemi FirePower de 182 ch (134 kW) pour 1951. Le moteur devient un choix populaire parmi les hot rodders et les coureurs, une tendance qui continue de prospérer aujourd'hui avec le modèle de deuxième génération du même nom. Les voitures équipées du moteur Hemi FirePower pouvaient accélérer de 0 à 97 km/h en 10 secondes, plus rapidement que le moteur Rocket de l'Oldsmobile 88 de l'époque.
La New Yorker proposait également le Fluid Torque Drive, un véritable convertisseur de couple, à la place du Fluid Drive. Les voitures équipées du Fluid Torque Drive étaient uniquement équipées d'une transmission semi-automatique Fluid Matic et d'un quadrant de sélecteur de vitesse sur la colonne de direction. La direction assistée, une première dans l'industrie, est apparue comme option sur les voitures Chrysler à moteur Hemi. Elle était vendue sous le nom Hydraguide.
Un break a été offert pour 1951, avec seulement 251 construits. Son empattement de 3340 mm est le plus long jamais utilisé sur un break[réf. nécessaire].
1952 a vu une petite refonte des feux arrière avec les feux de recul dans la partie inférieure. C'était la dernière année pour le châssis à empattement de 3 340 mm de la New Yorker. Toujours en 1952, Harold A. Clark a utilisé une New Yorker comme base pour une voiture de sport full-size appelée "Clark Cyclonic". Le prix était d'environ 15 000 $ et Clark prévoyait d'en produire 48 au cours de la première année. On ne sait pas si cette voiture a atteint la production.

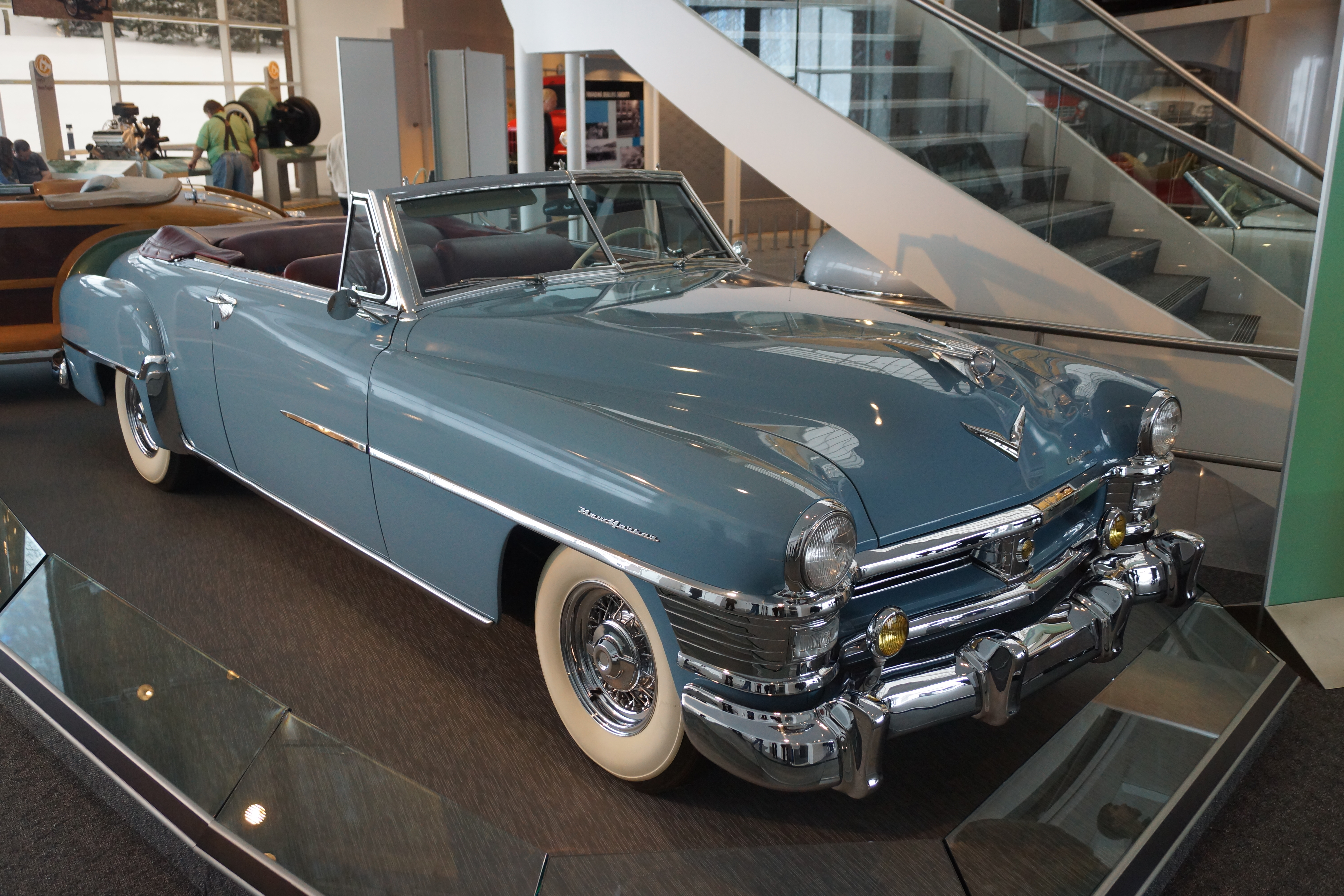
Chrysler New Yorker III décapotable de 1951

La New Yorker de 1953 avait un look moins encombrant avec un empattement réduit à 3 188 mm, un pare-brise d'une seule pièce incurvé et des ailes arrière intégrées dans la carrosserie. Les roues métalliques étaient désormais en option. La Saratoga de 1952 est devenue la New Yorker pour 1953 tandis que l'ancienne New Yorker était maintenant la New Yorker DeLuxe. Les Newport cabriolet et toit rigide n'étaient disponibles que dans la gamme New Yorker DeLuxe tandis que la New Yorker de base offrait une berline à empattement long et une familiale Town & Country. Le cabriolet était le modèle le plus coûteux de la gamme New Yorker du châssis de 3 188 mm pour 1953 à 3 980 $ - seulement 950 ont été construits. Les poignées de porte extérieures à tirette sont également nouvelles.

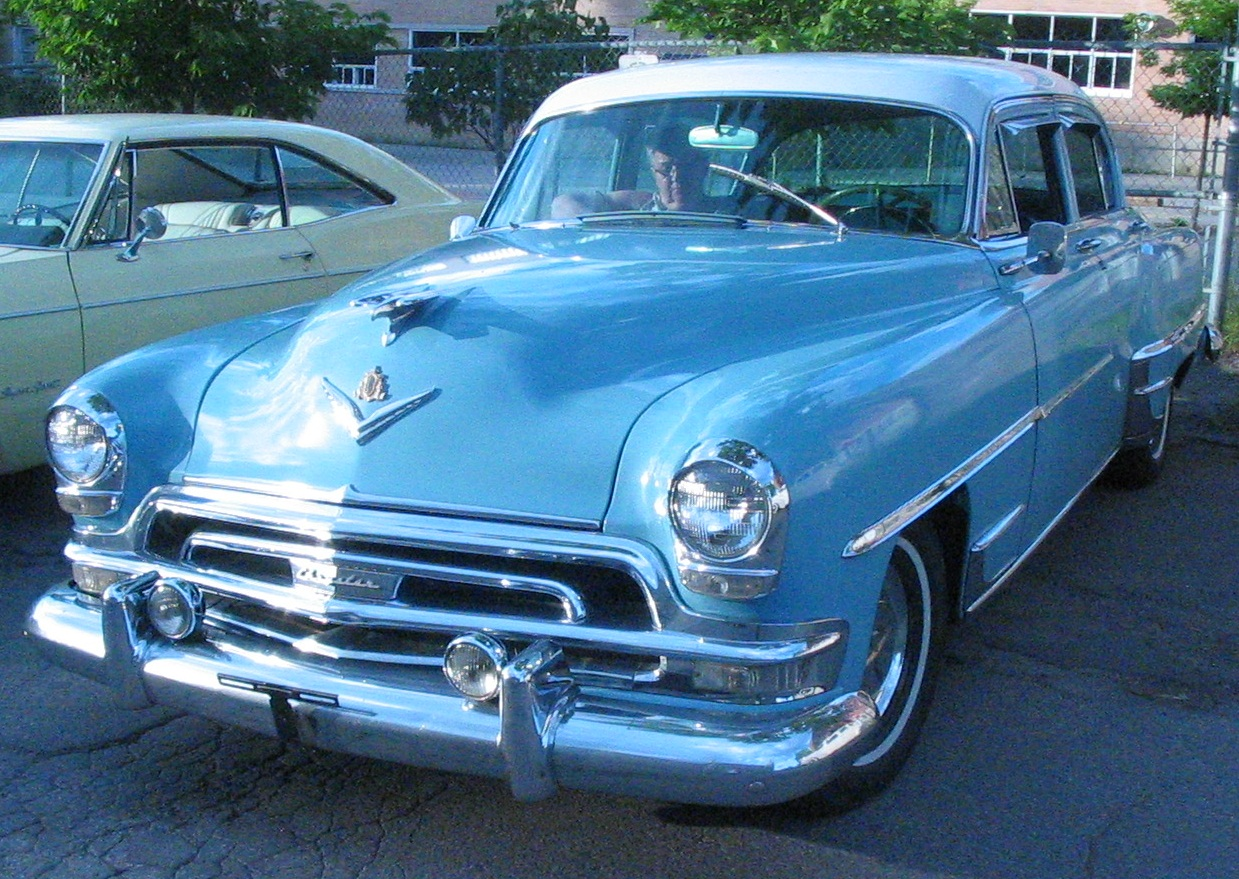
Chrysler New Yorker de 1954.

Le modèle de 1954 était une version haut de gamme d'une carrosserie de taille standard des années 1950. L'intérêt de Chrysler pour les véhicules à six cylindres a commencé à décliner au profit du populaire V8 Hemi FirePower. La New Yorker était à un prix un peu plus abordable, à 3 230 $ pour la standard et 3 400 $ pour la DeLuxe. Le modèle standard avait une puissance modérée de 198 ch (145 kW) tandis que la DeLuxe a été utilisé comme banc d'essai des capacités du moteur en développant 238 ch (175 kW). (Une telle puissance était inouïe en 1954 chez ses concurrentes). Bien qu'introduits très tard dans l'année modèle 1953, toutes les New-Yorker de 1954 étaient disponibles avec la nouvelle transmission automatique Powerflite à deux vitesses. Le Fluid Torque Drive et le Fluid Matic ont été abandonnés. 1954 était la dernière année où la berline à empattement long était offerte par Chrysler.

## 1955-1956
En 1955, Chrysler a éliminé les conceptions démodées des lignes de toit hautes de K.T. Keller et a sorti une nouvelle berline qui empruntait des indices de style de l'Imperial Parade Phaeton de 1952 personnalisée par Virgil Exner. Le moteur Hemi produisait 253 ch (186 kW) cette année. Le résultat deviendra une tendance continue pour augmenter la puissance des moteurs au cours des deux prochaines décennies entre Chrysler et ses concurrents rivaux. La transmission Powerflite était contrôlée par un levier sur le tableau de bord.
Le modèle de base a été surnommé New Yorker DeLuxe, avec le «simple» nom New Yorker abandonné. Le coupé club a été remplacé par la Newport à toit rigide deux portes, et une nouvelle St. Regis à toit rigide deux portes, plus cher, occupait la place de l'ancienne Newport. La berline, le cabriolet et le break Town & Country étaient toujours proposés.

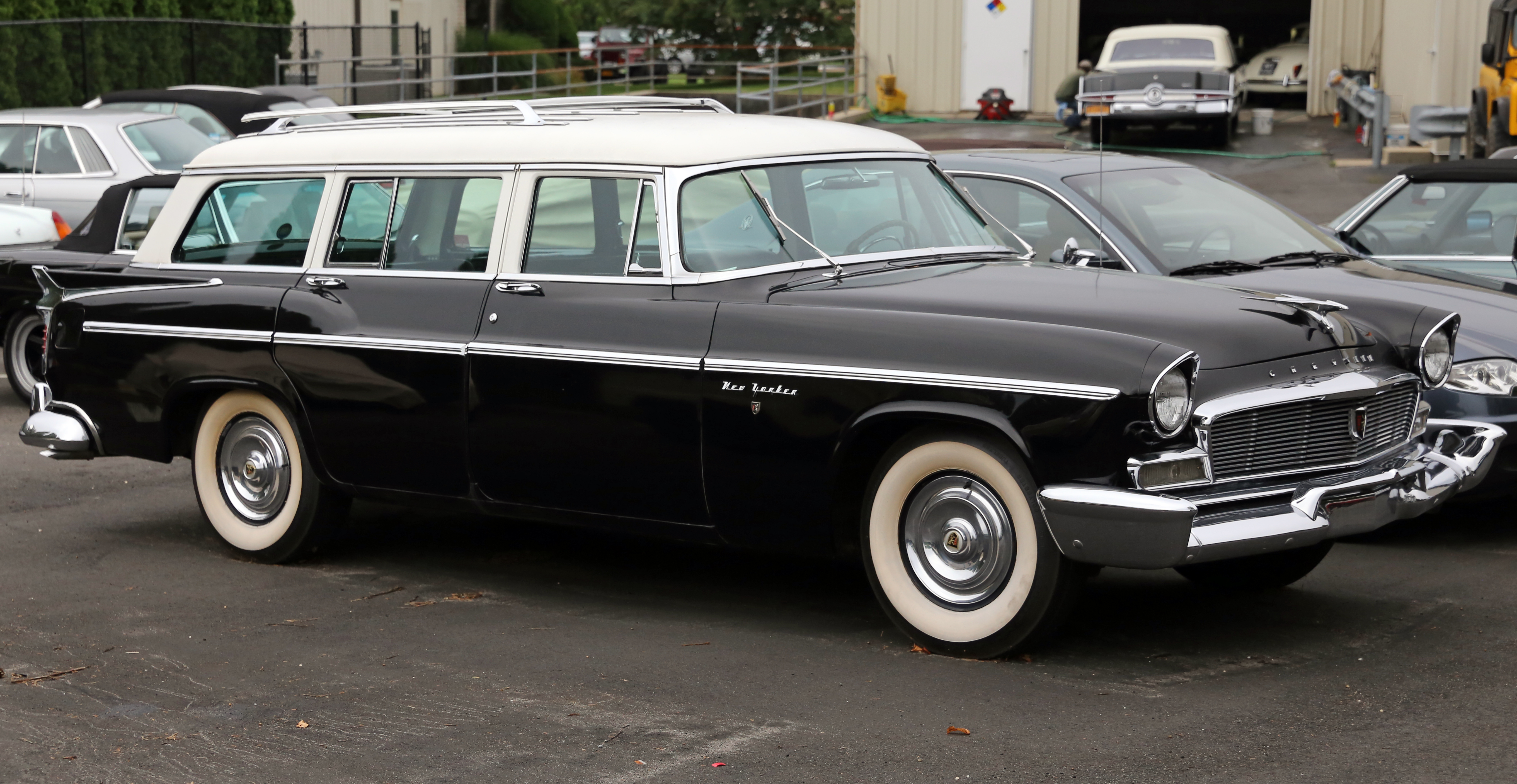
Chrysler New Yorker Town & Country de 1956

Chrysler a baptisé le design de l'année modèle 1956 « PowerStyle », un produit du prolifique designer de Chrysler, Virgil Exner. La New Yorker a gagné une nouvelle calandre en maille, des sièges en cuir, un sélecteur PowerFlite à bouton-poussoir et un V8 Hemi 5 801 cm3 de 284 ch (209 kW). Autre nouveauté en 1956, Chrysler a présenté un tourne-disque 16 2/3 tr/min monté sous le tableau de bord, surnommé « Highway Hi-Fi », fabriqué par CBS Electronics. Un interrupteur à deux voies dans le tableau de bord a changé l'entrée pour le haut-parleur de la radio tout transistor au tourne-disque de 7 pouces. La St. Regis à toit rigide deux portes avait des peintures trois tons uniques pour un prix plus élevé et le modèle Town and Country Wagon était le véhicule le plus cher de Chrysler en 1956 à 4 523 $. C'était la première année pour la New Yorker à toit rigide sans pilier quatre portes. Seuls 921 cabriolets ont été fabriqués.

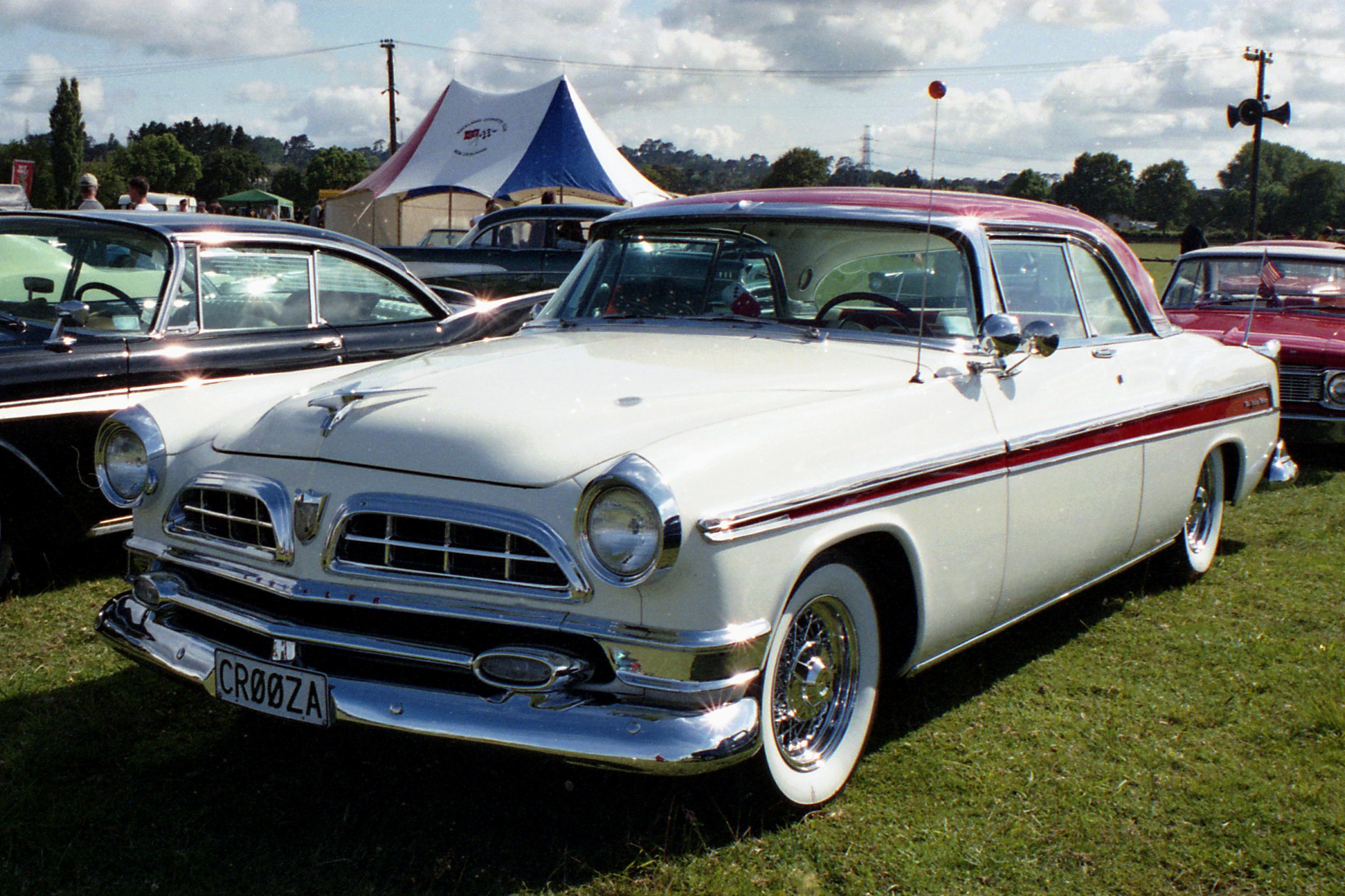
Chrysler New Yorker De Luxe Newport

## 1957-1959
Les voitures Chrysler de 1957 ont été redessinées avec le « Forward Look » de Virgil Exner au coût de 300 millions de dollars. La New Yorker de 1957 était équipée d'un puissant moteur V8 Hemi de 6,4 L d'une puissance de 330 ch (242 kW). Cette voiture élégante s'est bien vendue avec 10 948 modèles construits, mais seulement 1 049 modèles décapotables. Les modèles de 1957 étaient également livrés avec la transmission automatique à 3 vitesses TorqueFlite et une suspension à barre de torsion appelée Torsion-Aire qui donnait une maniabilité et une qualité de conduite plus douces à la voiture. La New Yorker arborait également des ailerons qui passaient juste derrière les portes avant.
Les modèles produits au début de l'année avaient des simples phares avec des quadruples phares en option là où les réglementations nationales les autorisaient. Les simples phares ont été abandonnés plus tard dans l'année.

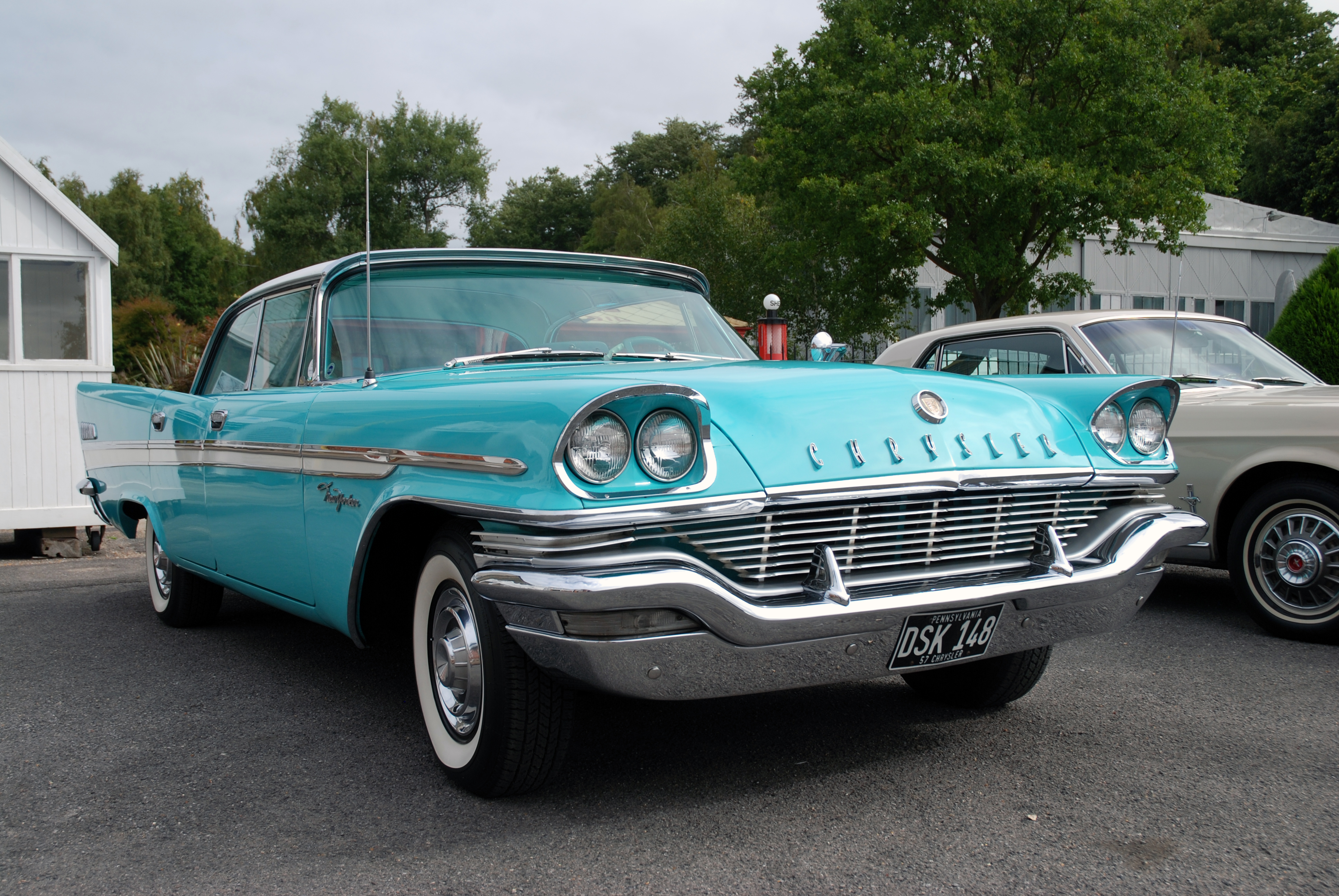
Chrysler New Yorker quatre portes.

Le Forward Look est resté intact pour 1958, mais avec une nouvelle garniture sur le côté de la carrosserie, des feux arrière rétrécis et 350 ch (257 kW). Le modèle cabriolet était toujours disponible, avec seulement 666 produits et seulement 15 cabriolets en état de marche existant encore en 2008. Les ventes ont été stables, mais ont diminué par rapport à l'année précédente en raison de la récession de 1958. La réputation de la voiture a également été entachée en raison de problèmes de rouille causés par une production et des tests précipités.
La plus grande nouveauté de Chrysler en 1958 a été l'introduction d'un système de régulateur de vitesse appelé "Auto-Pilot".
Les New Yorker de 1959 avaient un nouveau V8 Golden Lion 6,8 L de 355 ch (261 kW), de nouveaux ailerons arrière, une nouvelle partie avant et pas de moteur Hemi. Le moteur Hemi FirePower (1G) a mis fin à la production et a été remplacé par le moteur à tête cylindrique moins cher et plus léger. Le moteur Hemi ne reviendra jamais dans la New Yorker ce qui à lentement mis fin à son image de voiture de performance en devenant une voiture de luxe, inaugurée avec un style similaire à l'Imperial de 1958. Le moteur Hemi lui-même ne reviendra dans les voitures Mopar qu'en 1964 avec le Hemi 7,0 L de deuxième génération.

## 1960-1964
Pour 1960, la New Yorker avait une construction monocoque, le moteur RB reporté avait une puissance de 355 ch (261 kW).
La New Yorker est entrée en 1961 avec une nouvelle calandre, des phares inclinés, un kit continental sur le couvercle du coffre. Le moteur V-8 Golden Lion "RB" 6,8 L a continué. C'est la dernière des modèles « Forward Look ». Chrysler a construit cette année 2 541 New Yorker à toits rigides deux portes, le dernier jusqu'en 1964 au Canada et 1965 aux États-Unis.
Les ailerons classiques de Chrysler n'existaient plus en 1962 et maintenant seuls les modèles quatre portes étaient proposés en tant que berlines familiales et toits rigides. La voiture sans ailerons était considérée comme bizarre par de nombreux critiques et les ventes étaient lentes par rapport à sa voiture sœur d'entrée de gamme, la Newport, qui était identique dans le style de carrosserie et offrait un modèle décapotable. La New Yorker a été la dernière Chrysler à avoir un empattement de 3 200 mm.
Le moteur RB 6,8 L avait un alésage de 106 mm et a été utilisé de 1959 à 1965 dans les voitures. Au cours de cette période, il propulsait tous les modèles Chrysler New Yorker et Imperial Custom, Crown et Le Baron, et était également disponible sur les Chrysler moins importantes, ainsi que sur les Dodge Polara et Monaco et la Plymouth Fury comme alternative au moteur B Series de 6,3 L et/ou le Poly 5,2 L. Avec un taux de compression de 10:1, il développait 345 ch (254 kW) et 637 N m de couple en version 4 corps.
Chrysler a obtenu une augmentation des ventes en 1963 avec l'introduction d'une garantie de cinq ans ou 80 000 km, une pratique commerciale inconnue de ses concurrents dans les années 1960. La New Yorker utilisait la carrosserie entièrement redessinée de Chrysler avec seulement le pare-brise montrant des traces des précédents modèles du style Forward Look, bien que, sous la peau, les changements de plateforme aient été proches de zéro, avec seulement un changement de freins Total Contact 12 pouces à des Bendix Duo-Servo 11 pouces. Un nouveau modèle Salon à toit rigide quatre portes, plus luxueux, a été ajouté au milieu de l'année en tant que finition. La puissance du moteur était de 345 ch (254 kW) et l'empattement était maintenant de 3 099 mm.
Les changements pour 1964 comprenaient une nouvelle calandre, une lunette arrière plus grande et de petites ailerons arrière donnant à la voiture un look plus carré vue de côté. Les Canadiens avaient le choix d'un nouveau toit rigide à deux portes, tandis que les Américains avaient l'option Salon sur les modèles quatre portes à toit rigide ou à pilier.

## 1965-1968
Toutes les Chrysler (ainsi que les grandes Plymouth et Dodge) étaient maintenant construites sur la toute nouvelle plateforme C à carrosserie monocoque qui comportait un sous-châssis avant boulonné et isolé en caoutchouc. Elwood Engel a conçu la New Yorker de 1965 (et tous les modèles de Chrysler) avec des éléments de style de sa Lincoln Continental de 1961 - vue latérale carrée avec garniture chromée le long des bords supérieurs des ailes. Le style a commencé à partager certaines similitudes visuelles avec la berline de luxe premium Imperial qui a reçu une toute nouvelle apparence en 1964.
Le moteur standard était un V8 Firepower de 345 ch (254 kW), 6,8 L, avec un seul carburateur à 4 corps. En option, l'acheteur pouvait commander un moteur 6,8 L haute performance des Chrysler 300 lettrées de cette année, qui était livrée avec un filtre à air non silencieux, un allumage à double rupteur, un arbre à cames spécial et un double échappement, et était évalué à 365 ch (268 kW). Dans tous les cas, le moteur était associé à la transmission automatique TorqueFlite à 3 vitesses. 1965 a été la dernière année pour le moteur 6,8 L, car il serait supprimé pour le nouveau moteur 7,2 L de l'année modèle suivante.
Pour 1965, la New Yorker est proposée en version berline 4 portes, toit rigide 2 et 4 portes et breaks Town & Country 2 ou 3 places. La berline 4 portes était une Town Sedan à six fenêtres, également disponible dans la gamme Newport et sous la forme Dodge en tant que Custom 880 berline 4 portes. Un style de carrosserie berline 4 portes à quatre fenêtres a été produit mais pas offert sous l'apparence de la New Yorker. Le toit rigide à deux portes était maintenant vendu aux États-Unis. Alors que les 300 et Newport 2 portes à toit rigide partageaient un toit arrondi de style convertible, la New Yorker avait une ligne de toit unique, ressemblant à celle des toits rigides 4 portes. Les lignes plus formelles et carrées étaient soulignées par un revêtement en vinyle rembourré sur le montant arrière en forme de parallélogramme. L'empattement des modèles New Yorker, à l'exception du break, était de 3 150 mm. Le break Town & Country était sur l'empattement de 3 073 mm de Dodge, car tous les breaks à plateforme C partageaient la même carrosserie de base. Les options d'usine pour 1965 comprenaient un insert de pilier de toit arrière en vinyle, un volant Tilt 'N Telescopic d'origine Saginaw, la climatisation et des options électriques (vitres, antenne et direction).
Les Chrysler de 1965 ont été bien accueillies par le public et les ventes de la division ont grimpé de près de 40 % par rapport à 1963, à 204 002 exemplaires. 49 871 d'entre elles étaient des New-Yorker, soit une augmentation de 62 % d'une année sur l'autre.

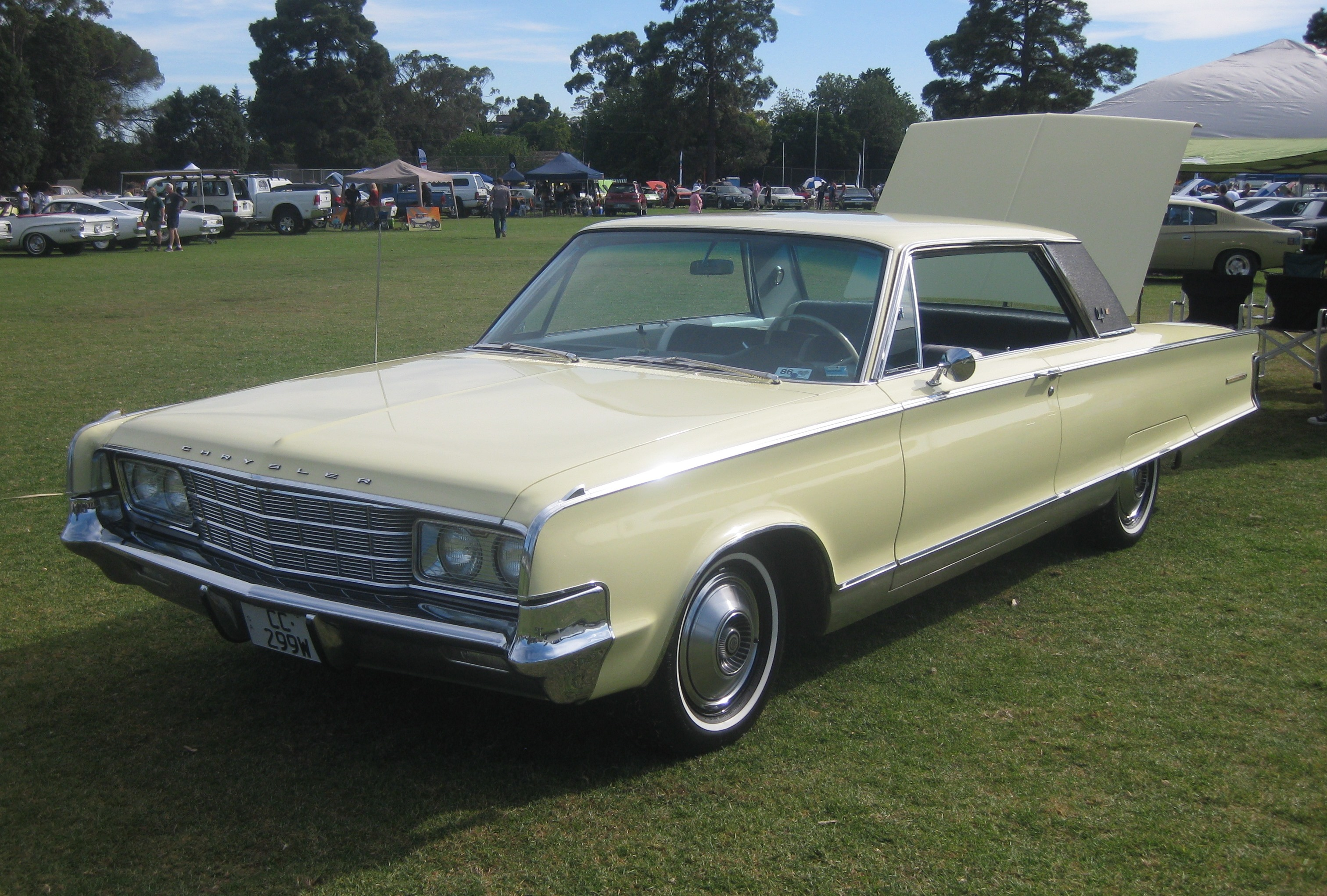
Chrysler New Yorker à toit rigide 2 portes de 1965

Pour 1966, le style était une évolution des thèmes de 1965. Les changements comprenaient une nouvelle calandre, des nouveaux feux arrière et des garnitures latérales révisées. La plus grande nouveauté a été l'adoption du nouveau moteur V8 Firepower 7,2 L. Sous sa forme standard, il produisait 355 ch (261 kW); le moteur TNT 7,2 L haute performance en option était équipé d'une double prise d'air, d'un filtre à air silencieux et d'un double échappement, et produisait 370 ch (272 kW). La gamme New Yorker a perdu un modèle en 1966, car le break Town & Country était maintenant commercialisé en tant que gamme à part entière. Les styles de carrosserie Town Sedan 4 portes, 6 fenêtres et toits rigides à 2 et 4 portes ont été maintenus.
1966 a été une autre bonne année de ventes pour la division Chrysler dans son ensemble, avec une augmentation de près de 29 % de la production et des ventes à 262 495 exemplaires. Malgré cela, les chiffres de vente de la New Yorker sont descendus quelque peu à 47 579.

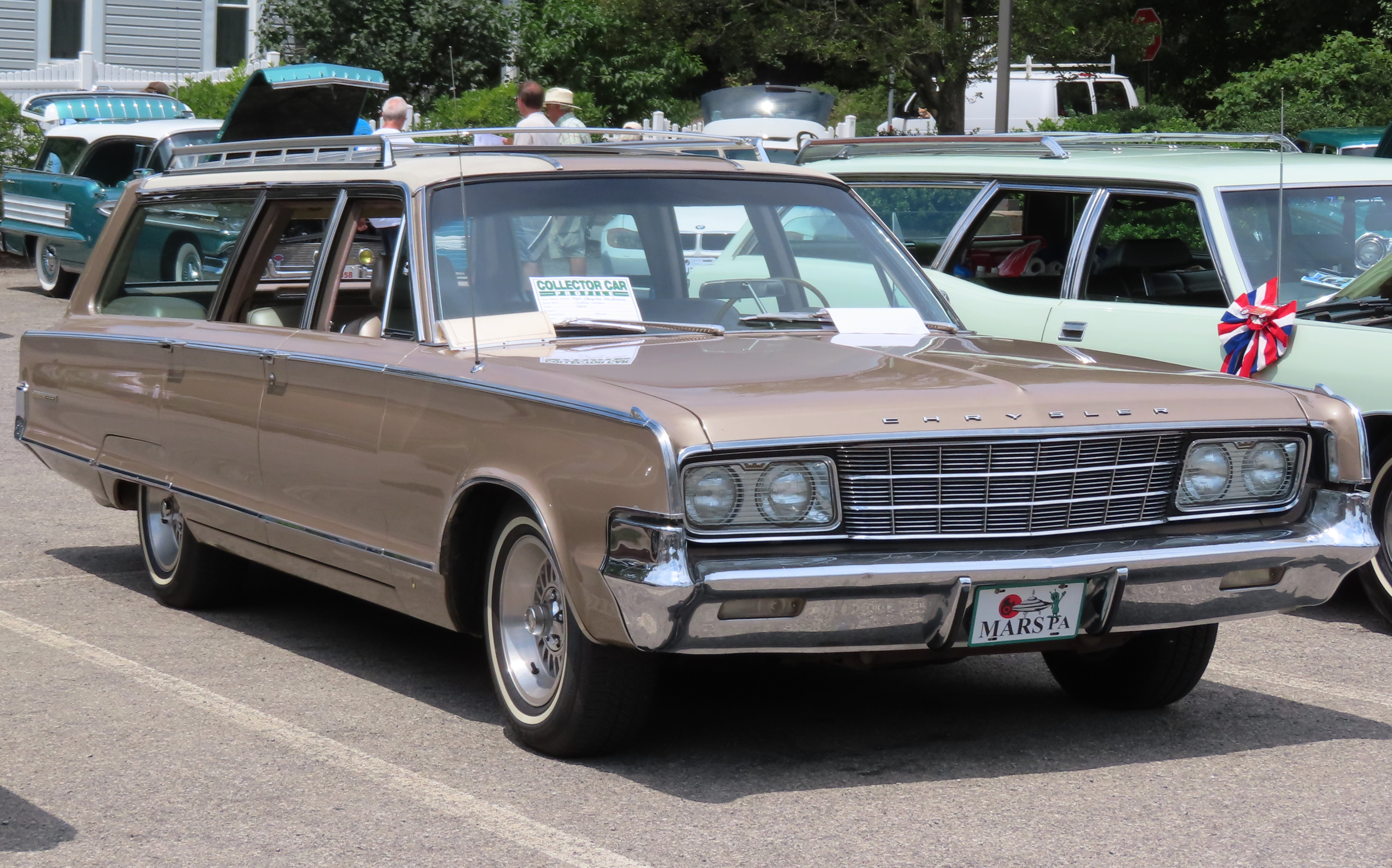
Chrysler New Yorker version break.

1967 a apporté une refonte complète de toute la tôlerie sous la ceinture de caisse. Les nouvelles caractéristiques de style les plus reconnaissables étaient les feux de stationnement enveloppants à l'avant et les feux arrière. Une nouvelle conception de toit fastback pour le modèle à toit rigide deux portes a remplacé le look plus formel des modèles de 1965-1966. La berline quatre portes est revenue au style à quatre fenêtres utilisé sur la gamme Newport.
Les ventes ont chuté de 20 %, le plus bas niveau de l'entreprise en cinq ans en raison d'une crise économique cette année-là.
Les changements de style pour 1968 comprenaient une nouvelle calandre, des nouveaux pare-chocs, une nouvelle tôle avant, des nouvelles ailes arrière et un nouveau coffre. Bien que les Newport et les 300 à toits rigides quatre portes aient reçu une nouvelle ligne de toit plus sportive partagée avec les Dodge et Plymouth, la New Yorker a continué avec la ligne de toit introduite pour la première fois en 1965. Les principales caractéristiques extérieures qui distinguent la New Yorker des autres modèles de Chrysler étaient une calandre sur toute la largeur avec un motif rectangulaire, répétée à l'arrière par la garniture de coffre sur toute la largeur et une moulure latérale inférieure continue.
La production de Chrysler a rebondi cette année établissant un record avec 264 863 voitures construites, dont 48 143 New-Yorker.

## 1969-1973
Pour 1969, les voitures full-size de Chrysler ont subi une refonte majeure avec des côtés incurvés et une ceinture de caisse plus haute. Les fondements de la génération précédente sont restés. Le nouveau look s'appelait « Fuselage Styling » et était partagé avec l'Imperial redessinée. Le toit rigide à deux portes a reçu un nouveau look rappelant les coupés club des années 1940.
Les Chrysler de 1970 ont reçu des changements de style mineurs sur la calandre, les feux arrière et les garnitures. Les petites fenêtres d'aération des portes d'entrée ont été abandonnées sur les toits rigides à deux portes.
En raison de ventes inférieures aux prévisions, le lifting prévu pour 1971 a été reporté à 1972. Ainsi, les modèles de 1971 n'ont reçu que de nouvelles calandres et de nouveaux feux arrière. Les vitres avant sans ventilation sur la berline quatre portes et le toit rigide étaient nouvelles cette année.
Pour 1972, la puissance du moteur a chuté pour répondre à des normes d'émissions plus strictes et à la hausse des prix de l'essence. Chrysler a reçu une nouvelle "calandre divisée" un peu similaire aux Dodge Charger de 1971-1974. Ce serait la dernière année pour les pare-chocs avant de style «boucle» sur les Chrysler.
1973 était la dernière année pour les Chrysler au style "Fuselage Styling" distinctif; seule la calandre a été changée.

## 1974-1978
Pour 1974, le style dit «fuselage» présenté sur tous les produits full-size de Chrysler est resté relativement inchangé jusqu'à l'introduction des modèles de 1974 qui présentaient un effet latéral beaucoup plus massif. Cette génération a introduit des phares couverts et une calandre de style « cascade  » plus proéminente, reflétant les apparences de style populaires, principalement utilisées sur la Lincoln Continental. Ces modèles de 1974 ont fait leurs débuts presque exactement au même moment où l'embargo pétrolier de l'OPEP de 1973 a commencé et ont été une raison importante des difficultés économiques de Chrysler à la fin des années 1970. Les modèles de 1974 étaient les derniers modèles full-size de Chrysler conçus à partir de zéro. Deux niveaux de finition New Yorker ont été proposés en 1974, la New Yorker de base et une New Yorker Brougham améliorée. Une nouvelle finition optionnelle St. Regis a été ajoutée en milieu d'année.
Pour 1975, la New Yorker a reçu une calandre légèrement révisée et la New Yorker Brougham est devenue la seule désignation de finition. La finition St. Regis, introduite au milieu de 1974, est revenue pour sa première année complète.
En 1976, la New Yorker a hérité du style avant et arrière de l'Imperial abandonnée, et ses intérieurs, en particulier, ainsi que ses phares couverts. Le style de l'Imperial a donné à la New Yorker une augmentation imprévue des ventes, car la voiture avait l'air distinctement différente de la Newport moins chère. Les éléments de style autrefois utilisés sur les New Yorker de 1974 et 1975 ont été à leur tour transmis à la Chrysler Newport de base.

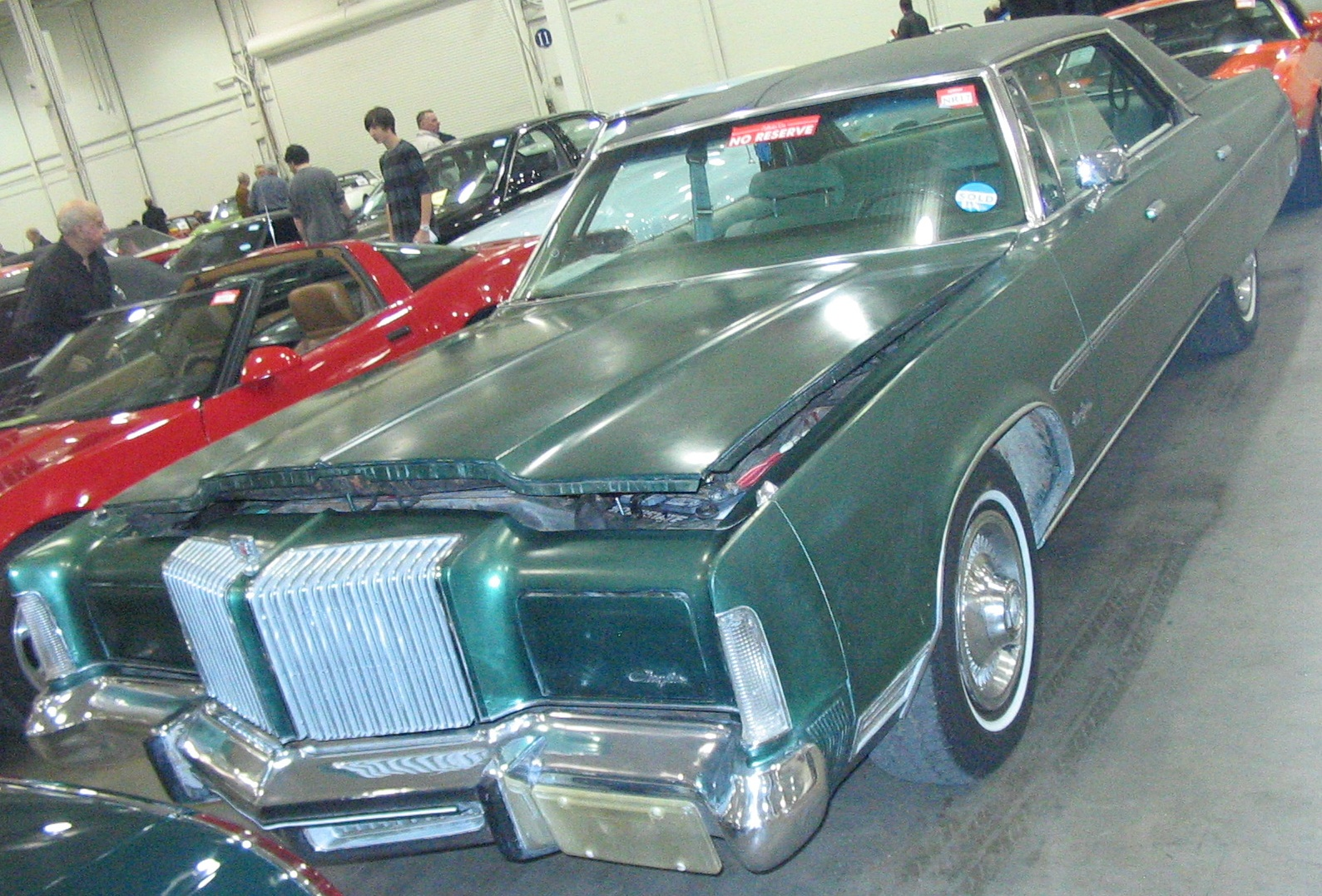
Chrysler New Yorker Brougham à toit rigide 4 portes de 1977

En 1977, le moteur V8 standard 7,2 L était maintenant contrôlé par ordinateur avec un nouveau système de «combustion maigre» permettant une accélération et des performances plus réactives.
La New Yorker Brougham de 1978 était disponible en modèles de carrosserie à toit rigide 2 et 4 portes. Les deux étaient les derniers modèles de toit rigide sans pilier construits aux États-Unis avec des vitres de porte sans cadre et des fenêtres à ouverture totale. Une finition facultative «St. Regis» comprenait un toit «formel» en vinyle partiellement rembourré comprenant un montant B fixe et une fenêtre d'opéra. C'était aussi la dernière année qu'une New Yorker 2 portes était offerte. Les changements d'apparence ont été limités à une nouvelle conception de calandre segmentée, des doubles bandes décoratives sur les côtés inférieurs de la carrosserie, de nouvelles bandes sur le coffre arrière et des accents lumineux sur les feux arrière. Le moteur V8 de 6,6 L (5,9 L en Californie et dans les régions de haute altitude) était maintenant le moteur standard, le moteur 440 de 7,2 L devenant optionnel. La dernière année de la New Yorker Brougham à plateforme C a vu des changements techniques comprenant une bague de liaison d'essuie-glace révisée, des extensions d'aile en plastique redessinées pour les pare-chocs avant et arrière et un verre plus mince.

## 1979-1981
En 1979, la plateforme R-Series était un «toit rigide à colonnes». Elle utilisait maintenant le V8 5,2 L; le moteur 5,9 L était facultatif jusqu'en 1980. Bien que plus courtes et beaucoup plus légères que la génération précédente, ces voitures avaient toujours un look et une conduite de voiture de grande taille. Les phares cachés et les feux arrière sur toute la largeur la distinguaient de ses sœurs Newport, St. Regis et Gran Fury à plate forme R Series. Une nouvelle finition « Fifth Avenue » a été offerte.
Pour 1980, en plus de la finition "Fifth Avenue" de l'année précédente, une finition en production limitée "Fifth Avenue Limited Edition" a également été proposée avec un traitement de toit en acier inoxydable brossé et une peinture métallique acajou exclusive.

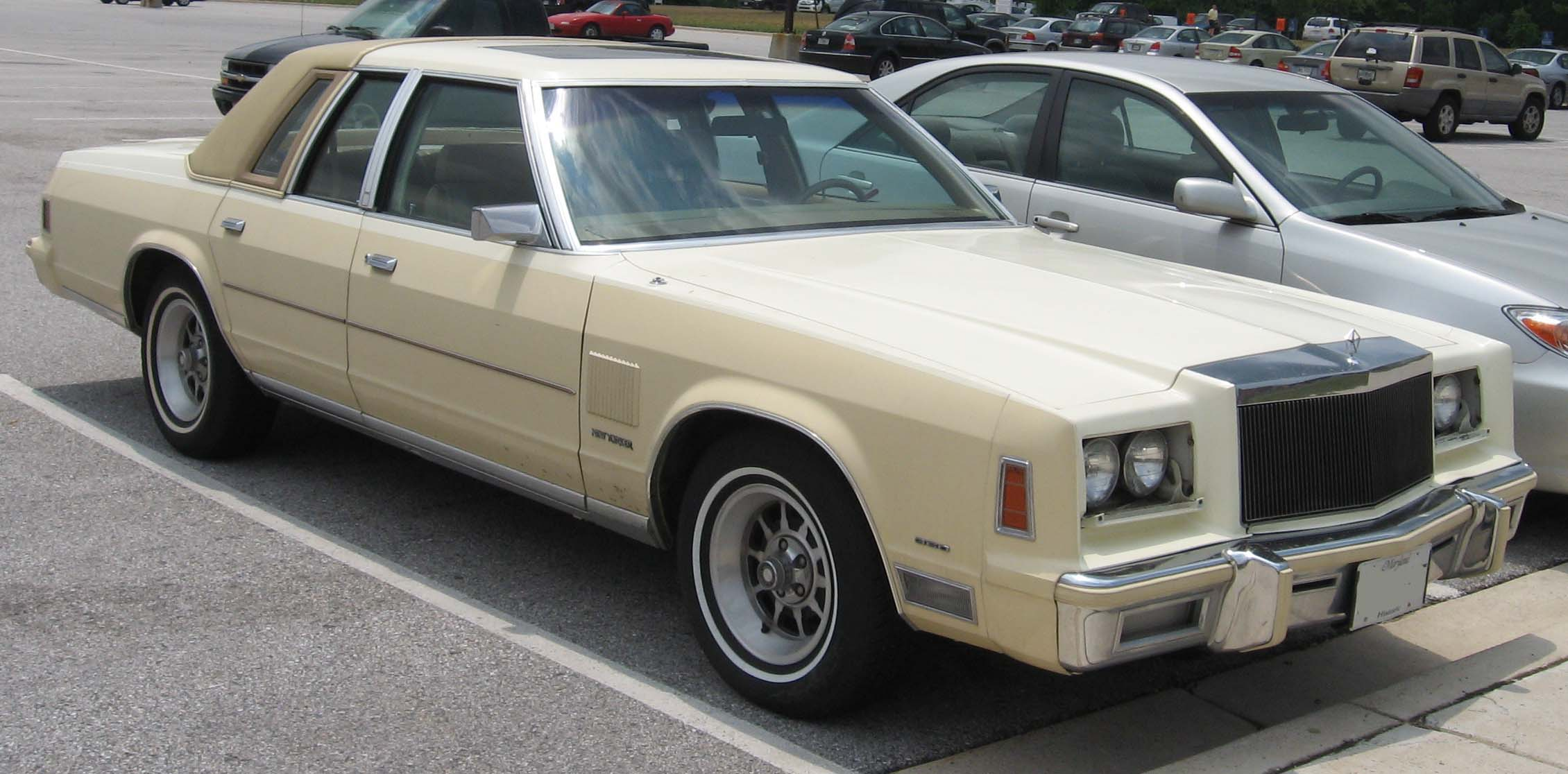
Chrysler New Yorker Fifth Avenue de 1981 (illustré avec des roues optionnelles en alliage et les phares dissimulés en position ouverte)

Enfin, une nouvelle calandre audacieuse, avec de simples nervures verticales, est apparue pour 1981. La finition optionnelle « Fifth Avenue » était de nouveau disponible et une nouvelle finition « Carriage Roof » a été ajoutée. Cette finition était disponible avec peu d'options et n'était disponible qu'en bleu nuit ou acajou métallisé.
| Année                      | Unités |
| -------------------------- | ------ |
| 1979                       | 14 640 |
| 1980                       | 13 513 |
| 1981                       | 6 548  |
| Production totale = 74 701 |        |

## 1982
Dans un effort de réduction, la Chrysler New Yorker de 1982 (et la finition Fifth Avenue) est passée à la plateforme M de l'entreprise. À son tour, la Chrysler LeBaron, qui utilisait précédemment la plateforme M, est passée à la plateforme K cette année-là. La New Yorker de 1982 n'était pas un véhicule complètement nouveau. Il s'agissait essentiellement d'une version restylée et améliorée de la LeBaron qui était produite depuis 1977. Cette New Yorker à plateforme M utilisait le moteur six cylindres incliné de Chrysler. Le moteur 5,2 L était en option. La New Yorker de 1982 était disponible en deux versions: Base et Fifth Avenue. Les deux utilisaient le traitement de toiture formel. La finition Fifth Avenue offrait aux acheteurs un choix de cuir rembourré "Corinthian" ou sièges en velours Kimberly tandis que les modèles de base avaient des sièges en tissu ou en cuir en option. Cette voiture est devenue la «Chrysler New Yorker Fifth Avenue» pour 1983, et pour 1984 le préfixe «New Yorker» a été complètement abandonné; devenant la «Chrysler Fifth Avenue».
| Année | Unités |
| ----- | ------ |
| 1982  | 50 509 |

## 1983-1988
En 1983, le nom New Yorker a été utilisé sur deux modèles différents. La voiture à plateforme M était maintenant la "New Yorker Fifth Avenue", un nom qui a changé pour simplement "Fifth Avenue" de 1984 à 1989. L'autre était une toute nouvelle New Yorker basée sur les voitures à plateforme K, qui utilisait la plateforme E de Chrysler à traction avant, le début des années prolongées de la plateforme K. La New Yorker à plateforme E était dotée de la technologie électronique de pointe des années 1980, y compris un tableau de bord numérique et une alerte vocale électronique, qui indiquait des notifications telles que « Une porte est entrouverte »; « Veuillez attacher vos ceintures de sécurité »; « N'oubliez pas vos clés »; « Merci » (après avoir bouclé la ceinture de sécurité, fermé hermétiquement la portière ou retiré la clé de contact); « Votre pression d'huile moteur est basse - un entretien rapide est nécessaire ». Un toit en vinyle Landau avec des lampes d'opéra électroluminescentes était également standard. C'était la seule génération de Chrysler New Yorker avec un moteur à quatre cylindres en ligne. 1983 a été une année de production limitée pour la New Yorker à traction avant. Lors de son introduction en 1983, elle partageait de nombreux éléments avec la Chrysler E-Class et avait une calandre en cascade légèrement différente des versions de 1984-1988.

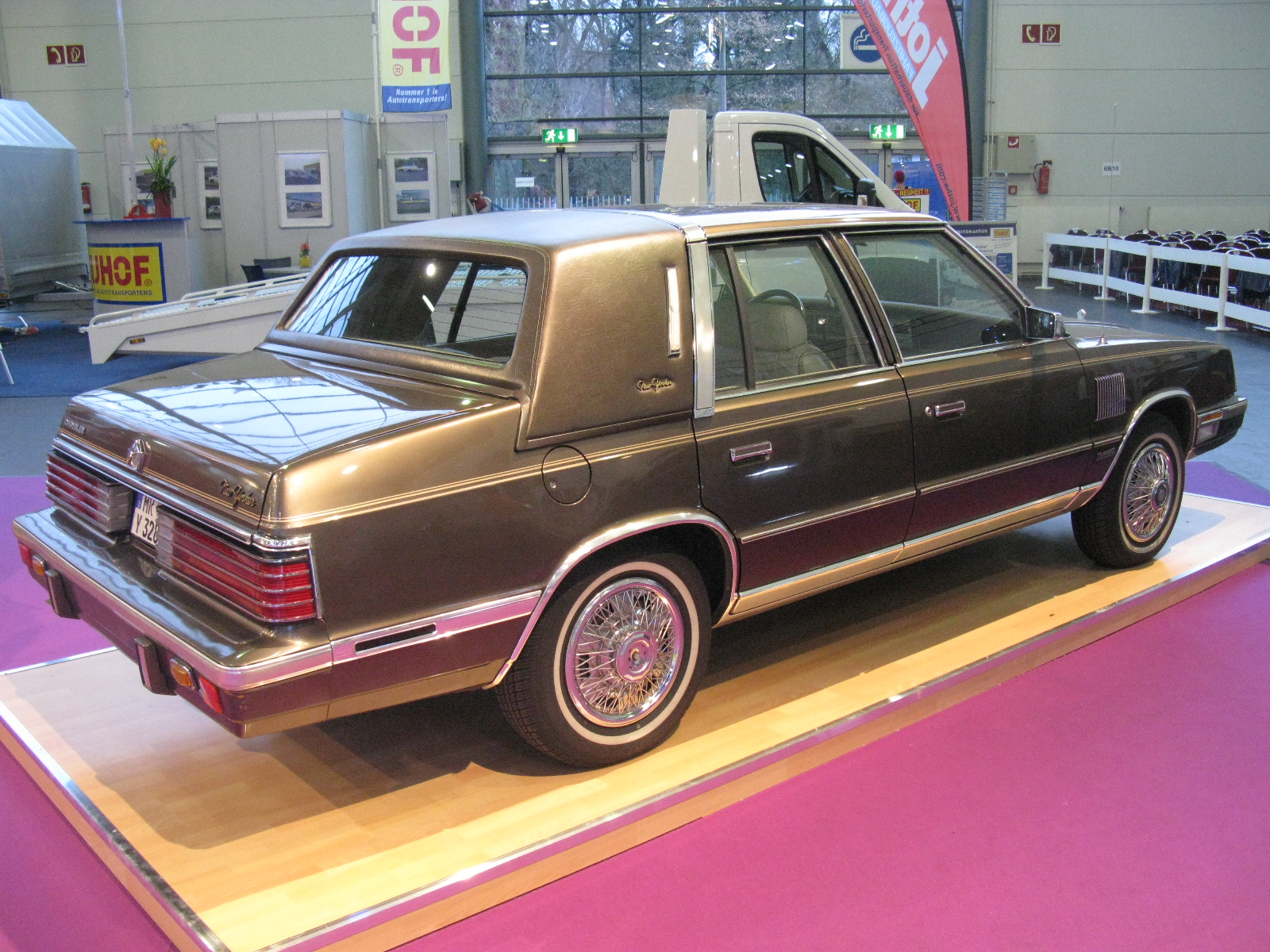
Chrysler New Yorker de 1984

Pour 1984, des feux arrière enveloppants redessinés et une calandre révisée faisaient partie des changements cosmétiques. Un moteur quatre cylindres en ligne turbo de 2,2 L était désormais une option et la nouvelle instrumentation électronique comprenait un compteur de vitesse et un compteur kilométrique numérique. Les sièges rembourrés en velours ont remplacé les sièges en tissu profond de série.
En 1985, le moteur standard est passé du quatre cylindres en ligne 2,2 L au quatre cylindres en ligne 2,6 L de source Mitsubishi. Les nouvelles caractéristiques intérieures de série comprenaient une console de rangement au pavillon avec lampes de lecture, appuie-tête aux sièges arrière et vitres électriques.
En 1986, un moteur quatre cylindres en ligne de 2,5 L construit par Chrysler a remplacé le quatre cylindres en ligne de 2,6 L comme moteur standard. Autre nouveauté: une suspension de nivellement automatique de la charge. Sur le plan esthétique, les panneaux de couvercle de coffre arrière, les moulures et les feux arrière ont été repensés. Les changements intérieurs comprenaient une nouvelle console avant et une instrumentation électronique révisée et une chaîne stéréo AM/FM et des essuie-glaces intermittents de luxe étaient maintenant de série.
En 1987, les prises d'air de capot ont été supprimées sur les modèles turbo, tout comme les persiennes d'aile sur tous les modèles. Un nouveau système audio Infinity à six haut-parleurs était en option. Comme pour les autres Chrysler, le volant a été redessiné. Il s'agissait de la dernière année modèle complète sur la plateforme E et de la New Yorker avec cette plateforme la plus vendue.
Bien qu'une nouvelle New Yorker de treizième génération ait été introduite pour 1988, la douzième génération a continué pendant une autre année modèle abrégée sous le nom de New Yorker Turbo de 1988. Comme le nom du modèle l'indiquait, le moteur quatre cylindres en ligne turbo de 2,2 L était désormais le moteur standard et le seul disponible. En plus du moteur turbo, des équipements auparavant optionnels mais couramment commandés tels que la climatisation à contrôle automatique de la température, le volant inclinable, le régulateur de vitesse, le désembueur de lunette arrière et les serrures électriques des portières sont devenus de série. Alors que les New-Yorker de l'année modèle précédente équipées du moteur turbo optionnelle étaient également communément appelés «New Yorker Turbo» et portaient des badges «Turbo», seul le modèle de 1988 l'avait comme nom de modèle officiel.
| Année                       | Unités |
| --------------------------- | ------ |
| 1983                        | 33 832 |
| 1984                        | 60 501 |
| 1985                        | 60 700 |
| 1986                        | 51 099 |
| 1987                        | 68 279 |
| 1988 (Turbo)                | 8 805  |
| Production totale = 283 216 |        |

## 1988-1993
La New Yorker redessinée pour 1988 était plus grande et ne ressemblait pas au modèle à plateforme E qu'elle a remplacé, bien que de nombreux composants de soubassement et de suspension aient été reportés. Elle partageait un style de carrosserie droite similaire à la nouvelle Dodge Dynasty. Cette nouvelle version avait un moteur V6 - un groupe motopropulseur de 3,0 litres d'origine Mitsubishi et des freins antiblocage en option. Les choix de finitions de base et Landau étaient offertes, cette dernière portant un toit en vinyle sur le quart arrière. Les phares cachés, une caractéristique perdue lorsque les voitures à plateforme R ont été abandonnées, ont fait un retour avec cette refonte. Toutes les New-Yorker de treizième génération, ainsi que le modèle phare Imperial réintroduit de 1990 à 1993, étaient couverts par le "Crystal Key Owner Care Program" de Chrysler, leader sur le marché, qui comprenait une garantie limitée de 5 ans ou 80 000 km ou 7 ans ou 113 000 km- garantie selon le groupe motopropulseur. Un service d'assistance gratuit à la clientèle 24h/24 a également été mis à disposition.

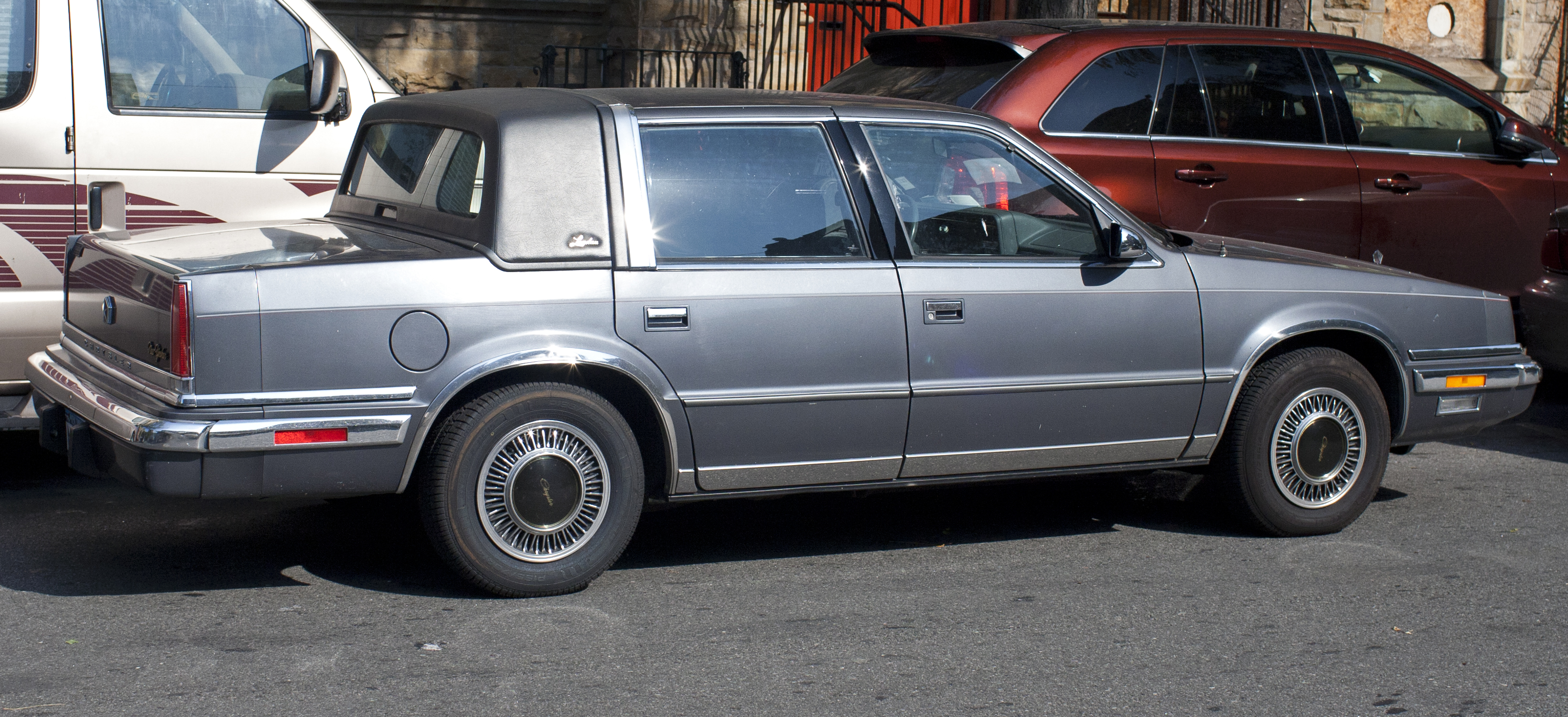
Chrysler New Yorker Landau de 1989

Pour 1989, le moteur V6 de 3,0 litres avait une légère augmentation de puissance et était maintenant couplé à une nouvelle transmission automatique Ultradrive à 4 vitesses. Cette année a également marqué le 50e anniversaire du nom "New Yorker". Bien qu'aucune édition spéciale d'anniversaire ou de reconnaissance n'ait été offerte à l'époque, elle s'est avérée être la New Yorker la plus populaire avec plus de 100 000 unités produites cette année-là.
En 1990, un nouveau modèle de base de la New Yorker appelée "Salon" a été ajouté. La Salon était une Dodge Dynasty rebaptisée avec des phares exposés, des feux arrière horizontaux et une calandre similaire à la Dodge. La Salon était vendue au Canada sous le nom de Chrysler Dynasty. Tous les modèles étaient équipés d'un nouveau moteur V6 de 3,3 L construit par Chrysler cette année-là. Des changements mineurs à l'intérieur ont inclus un tableau de bord profilé plus contemporain. Un coussin gonflable côté conducteur était désormais de série.
Le modèle Landau a été abandonné pour 1991, mais Salon a été mis à niveau et est maintenant venu avec plus d'équipement standard, des phares cachés, des feux arrière verticaux et une calandre Chrysler traditionnelle. Le modèle Landau a été abandonné pour 1991, mais la Salon a été mis à niveau et venait maintenant avec plus d'équipement standard, des phares cachés, des feux arrière verticaux et une calandre Chrysler traditionnelle.
Une mise à jour de style pour 1992 a produit une apparence plus arrondie à l'avant et à l'arrière. Un toit landau rembourré, semblable à celui précédemment présenté sur le modèle «Landau», était maintenant une option sur la Salon.
Le restylage de l'année précédente a été reporté en 1993. La dernière New Yorker de treizième génération est sortie de la chaîne de montage le 28 mai 1993.

### New Yorker Fifth Avenue
Article principal: Chrysler Fifth Avenue New Yorker de 1990-1993
En 1990, une nouvelle version à empattement allongé de la New Yorker a été proposée portant le surnom supplémentaire Fifth Avenue de la plateforme M qui venait de partir. Bien qu'officiellement vendu sous le nom de New Yorker Fifth Avenue, on l'appelait parfois simplement «Fifth Avenue». Ce modèle a été abandonné en 1993.
| Année                       | Unités  |
| --------------------------- | ------- |
| 1988                        | 70 968  |
| 1989                        | 100 461 |
| 1990                        | 86 004  |
| 1991                        | 55 229  |
| 1992                        | 51 650  |
| 1993                        | 52 128  |
| Production totale = 416 440 |         |

## 1994-1997
La dernière génération de New Yorker a continué avec la traction avant sur une version allongée de la nouvelle plateforme LH de Chrysler et a été présentée au Salon international de l'auto de l'Amérique du Nord en 1992 à Détroit. Elle est sortie en mai 1993 avec le modèle Chrysler LHS de début 1994 presque identique, huit mois après l'introduction des voitures LH d'origine: les Chrysler Concorde, Dodge Intrepid et Eagle Vision. La New Yorker est livrée de série avec le moteur EGE de 3,5 L qui produit 217 ch (160 kW). Chrysler a donné à la New Yorker une image de luxe plus « américaine et traditionnelle » et à la LHS une image de performance plus européenne (comme ce fut le cas avec l'Eagle Vision). Peu de choses séparaient la New Yorker de la LHS en apparence, la New Yorker avait une garniture de capot chromée, un revêtement de couleur carrosserie, des enjoliveurs de roues standard chromés et des roues de 15 pouces, un levier de vitesses sur colonne et une banquette avant comme seules différences notables. Une option prévoyait des roues de 16 pouces et un type de suspension plus ferme ("suspension de tourisme"). Cette option éliminait les différences techniques entre la New Yorker et la LHS. La LHS venait avec presque toutes les fonctionnalités optionnelles de la New Yorker en tant qu'équipement standard et présentait le réglage de suspension plus ferme, pour aller avec son image plus européenne.

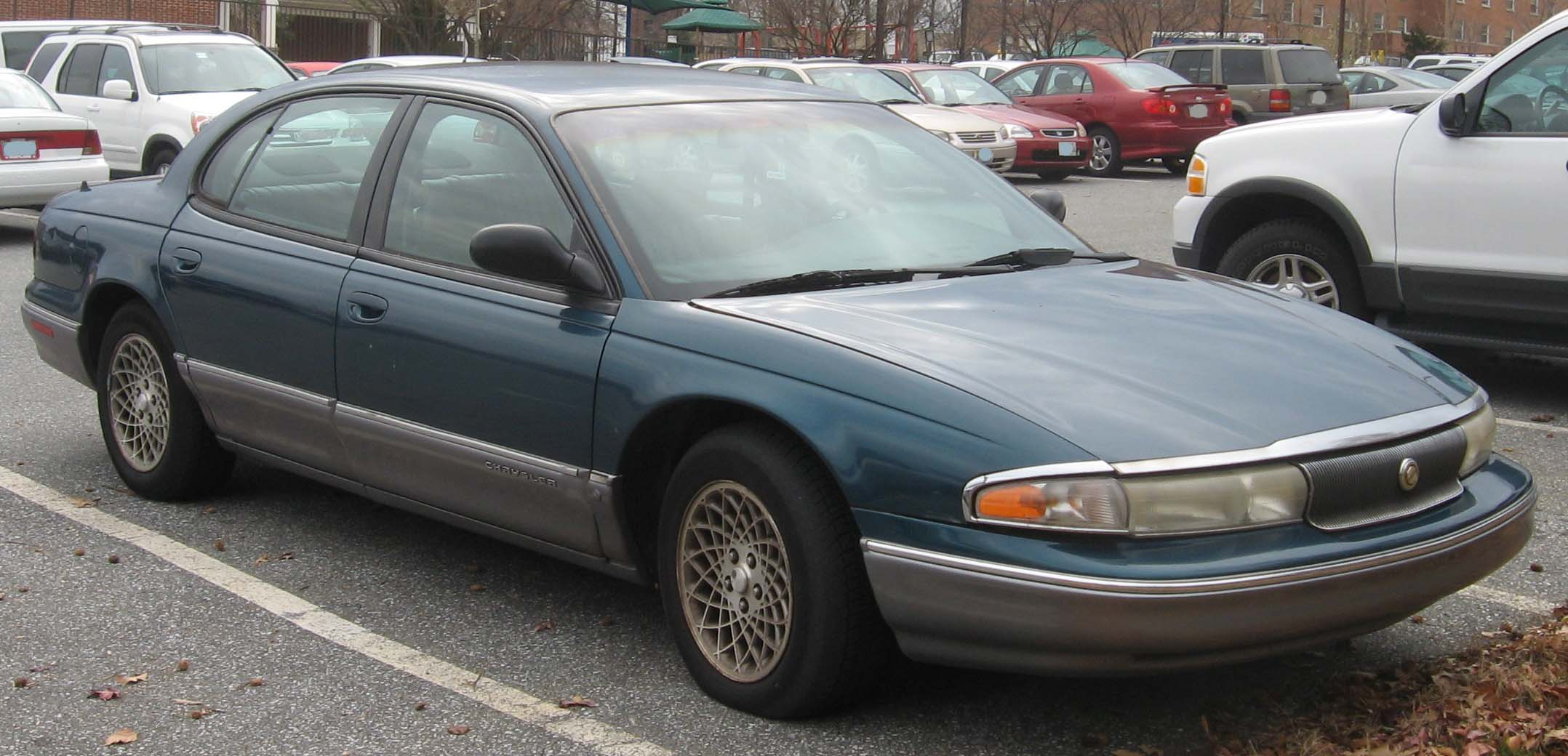
Chrysler New Yorker de 1994-1996

Au cours de l'année modèle 1994, divers changements ont été apportés à la New Yorker. À l'extérieur, la New Yorker est passée à un nouveau revêtement de carrosserie de couleur accentuée, tandis que la LHS a reçu un revêtement de couleur carrosserie. Ce changement a aligné la New Yorker avec la Chrysler Concorde qui avait également un revêtement de couleur accentuée. Au lieu des roues standard de 15 pouces et des roues en option de 16 pouces, pour une meilleure stabilité, les roues de 16 pouces sont devenues standard et les roues de 15 pouces ont été abandonnées. De même, l'option de suspension de tourisme disponible sur les New Yorker du début de 1994 a été abandonnée, ne laissant que la suspension «adaptée à la conduite». Cela a entraîné une différence technique permanente avec la LHS.
Pour 1995, la New Yorker a reçu le logo Chrysler ruban bleu ravivé (qui a été utilisé pour la dernière fois dans les années 1950) sur sa calandre, qui remplace le pentastar qui avait été utilisé sur les modèles à partir de 1980.
Le modèle de 1996 comportait une isolation phonique supplémentaire et une ingénierie structurelle révisée pour lui donner une conduite plus silencieuse. Un nouvel émetteur intégré a remplacé l'ouverture à distance de la porte de garage. L'antenne était désormais intégrée dans la lunette arrière. En raison des similitudes entre la New Yorker et la LHS, et les fortes ventes de la LHS, le nom New Yorker a été abandonné après une courte période de production en 1996. Malgré son design beaucoup plus contemporain et monochromatique par rapport aux modèles précédents, la New Yorker traditionnelle avec son revêtement bicolore et ses garnitures chromées ne suivait toujours pas la tendance de style moderne et monochromatique des autres véhicules de 1996 de la division.

### Contexte de la conception LH
Le design de la quatorzième et dernière génération de la New Yorker remonte à 1986, lorsque le designer Kevin Verduyn a achevé le design extérieur initial d'une nouvelle berline aérodynamique appelée Navajo. La conception n'a jamais dépassé le stade du modèle d'argile.
C'est également à cette époque que la Chrysler Corporation a racheté Lamborghini, constructeur italien de voitures de sport en faillite. Le design extérieur de la Navajo a été retravaillé et est devenu la Lamborghini Portofino, sortie en tant que concept au Salon de l'auto de Francfort 1987. La Portofino a été annoncée comme un triomphe de conception, mettant en mouvement la décision de Chrysler de produire une berline de production avec la conception extérieure révolutionnaire de la Portofino, appelée « cabine avant ». La conception cabine avant était caractérisée par un pare-brise long et bas et des porte-à-faux relativement courts. Les roues étaient effectivement poussées dans les coins de la voiture, créant une cabine passagers beaucoup plus grande que les cabines des voitures contemporaines de l'époque.
La conception du châssis a commencé à la fin des années 1980, après que Chrysler a acheté un autre constructeur automobile: American Motors Corporation (AMC) en 1987. Pendant ce temps, Chrysler commençait à concevoir le remplacement de la Dodge Dynasty et de la Chrysler Fifth Avenue ainsi qu'une potentielle Plymouth. La conception initiale de la LH de Dodge ressemblait à celle de la Dynasty, et cette conception a été entièrement abandonnée après que François Castaing, ancien vice-président de l'ingénierie et du développement de produits d'AMC, soit devenu le vice-président de l'ingénierie automobile de Chrysler en 1988. Le nouveau design, sous la direction de Castaing, a commencé avec l'Eagle Premier, également vendue plus tard sous le nom de Dodge Monaco. La disposition de montage longitudinale du moteur de la Premier a été héritée, tout comme la géométrie de la suspension avant et certaines parties du système de freinage. Le châssis lui-même est devenu une architecture flexible capable de prendre en charge la traction avant ou arrière (désignées respectivement « LH » et « LX »). La conception du châssis a été continuellement affinée au cours des années suivantes, car elle était à la base de plusieurs prototypes de Chrysler: la Chrysler Millennium de 1989 et l'Eagle Optima de 1990.
La transmission a été inspirée par les transmissions automatiques ZF de l'Eagle Premier. Cependant, elle a beaucoup emprunté à la boîte automatique à montage transversal "Ultradrive" A604 (41TE) de Chrysler, elle est devenue la A606 (également connu sous le nom de 42LE). Cette transmission Ultradrive n'a cependant pas été sans critiques car le New York Times a rapporté le 25 janvier 1991 que Consumers Union publierait dans le numéro de février 1991 du magazine Consumer Reports un avertissement aux consommateurs de ne pas acheter un véhicule avec cette transmission "Ultradrive" citant une mauvaise fiabilité et des risques pour la sécurité. En 1990, il a été décidé que la nouvelle voiture technologiquement avancée aurait besoin d'un nouveau moteur technologiquement avancé pour la propulser. Jusque-là, le seul moteur dont l'utilisation était confirmée était le V6 3,3 L à tige de poussée standard de Chrysler, qui serait utilisé dans les trois voitures LH d'origine, l'Intrepid, la Vision et la Concorde, sous sa forme de base. Le bloc à 60° du moteur de 3,3 L a été alésé à 3,5 L, tandis que les soupapes à poussoir ont été remplacées par des culasses SOHC avec quatre soupapes par cylindre, créant un V6 de 3,5 L avancé en option dans les trois voitures les plus petites, mais de série dans la LHS et la New Yorker.
L'aspect général de la LH, toujours basé sur le design extérieur de cabine avant du concept Lamborghini Portofino de 1987, avec sa forme aérodynamique, réduisait le bruit du vent à l'intérieur de cette grande voiture. Ce style élégant donne aux voitures LH un faible coefficient de traînée qui était en avance sur son temps. La New Yorker présentait un design plus monochromatique à l'intérieur et à l'extérieur (mais moins que sa sœur la LHS, qui avait très peu de garniture chromée), et des roues en aluminium avec un design Spiralcast. Le motif de couleur unique était plus prononcé sur les modèles sans revêtement inférieur gris.
Les modèles New Yorker haut de gamme sont dotés de sièges, d'un volant, d'un pommeau de levier de vitesses et d'inserts de porte garnis de cuir. Le confort des passagers comprend un accoudoir arrière central et des sièges à réglage électrique en 8 directions pour le conducteur et le passager, ainsi que des lampes de lecture personnelles. Les vitres électriques et les serrures de porte centralisées étaient de série, tout comme le contrôle climatique avec climatisation et régulateur de vitesse. Décondamnation à distance disponible en option, tout comme une alarme activée à distance, une console au pavillon avec ordinateur, un toit ouvrant électrique et des jantes en alliage. Les meilleures options audio disponibles dans la New Yorker sont les systèmes audio Infinity dotés de huit haut-parleurs positionnés dans la cabine avec un égaliseur. Les unités sur le tableau de bord comprennent une radio avec lecteur cassette ou CD, et un égaliseur graphique réglable jusqu'à cinq bandes, avec balance par joystick et contrôle de fondu. Les caractéristiques de sécurité standard comprenaient deux coussins gonflables avant, des Anti-lock Brakes System (ABS) et un contrôle de traction.
Des toits ouvrants électriques à double sens étaient disponibles sur cette voiture. Ils étaient conçus et installés par American Sunroof Corp. (maintenant ASC Global) depuis son usine de Columbus, Ohio, et non par Mopar eux-mêmes. Un toit ouvrant installé éliminait la plupart de la console de plafond qui comportait des bacs de rangement pour une ouverture à distance de porte de garage et des lunettes de soleil. Cependant, l'Overhead Travel Information System (OTIS), ou ordinateur de bord avec lampes de lecture intégrées, a été conservé.

### LHS
Article principal: Chrysler LHS
La Chrysler LHS à cinq places était différenciée de son homologue New Yorker par une console et un levier de vitesses au plancher, des sièges pour cinq passagers, un manque de garniture chromée, un intérieur amélioré et une image plus sportive. Après une courte production en 1996, la New Yorker a été abandonnée au profit d'une option à six places sur la LHS de 1996-1997. La LHS a subi un changement de face avant mineur en 1995 lorsque le large emblème pentastar de l'entreprise a été remplacé par l'emblème relancé de la marque Chrysler.
Production de la New Yorker
| Année                      | Unités |
| -------------------------- | ------ |
| 1994                       | 34 283 |
| 1995                       | 23 624 |
| 1996                       | 3 295  |
| Production totale = 61 202 |        |